# Dali Koumbé
 (janvier 2025).
 (janvier 2025).
La mise en forme du texte ne suit pas les recommandations de Wikipédia : il faut le « wikifier ».
Les points d'amélioration suivants sont les cas les plus fréquents :
- Les titres sont pré-formatés par le logiciel. Ils ne sont ni en capitales, ni en gras.
- Le texte ne doit pas être écrit en capitales (les noms de famille non plus), ni en gras, ni en italique, ni en « petit »…
- Le gras n'est utilisé que pour surligner le titre de l'article dans l'introduction, une seule fois.
- L'italique est rarement utilisé : mots en langue étrangère, titres d'œuvres, noms de bateaux, etc.
- Les citations ne sont pas en italique mais en corps de texte normal. Elles sont entourées par des guillemets français : « et ».
- Les listes à puces sont à éviter, des paragraphes rédigés étant largement préférés. Les tableaux sont à réserver à la présentation de données structurées (résultats, etc.).
- Les appels de note de bas de page (petits chiffres en exposant, introduits par l'outil «  Source ») sont à placer entre la fin de phrase et le point final[comme ça].
- Les liens internes (vers d'autres articles de Wikipédia) sont à choisir avec parcimonie. Créez des liens vers des articles approfondissant le sujet. Les termes génériques sans rapport avec le sujet sont à éviter, ainsi que les répétitions de liens vers un même terme.
- Les liens externes sont à placer uniquement dans une section « Liens externes », à la fin de l'article. Ces liens sont à choisir avec parcimonie suivant les règles définies. Si un lien sert de source à l'article, son insertion dans le texte est à faire par les notes de bas de page.
- La présentation des références doit suivre les conventions bibliographiques. Il est recommandé d'utiliser les modèles {{Ouvrage}}, {{Chapitre}}, {{Article}}, {{Lien web}} et/ou {{Bibliographie}}. Le mode d'édition visuel peut mettre en forme automatiquement les références.
- Insérer une infobox (cadre d'informations à droite) n'est pas obligatoire pour parachever la mise en page.

Pour une aide détaillée, merci de consulter Aide:Wikification.
Si vous pensez que ces points ont été résolus, vous pouvez retirer ce bandeau et améliorer la mise en forme d'un autre article.
Dali Koumbé (également connu sous le nom de Dali Gimba) est un village isolé situé dans le sud-est de la Mauritanie, à environ 60 km de la ville de Timbedra. Ce village est connu pour un phénomène unique : une partie significative de sa population est atteinte de cécité congénitale.

## Histoire et origine
Selon une légende locale, la prévalence de la cécité dans le village remonterait à une prophétie vieille de plusieurs générations. Une femme aurait reçu en rêve l’annonce qu’elle donnerait naissance à un homme vertueux mais aveugle. Depuis, la cécité congénitale est devenue un phénomène récurrent dans le village, touchant plusieurs familles sur plusieurs générations.

## Mode de vie et résilience
Malgré les défis posés par la cécité, les habitants de Dali Koumbé ont développé des stratégies de résilience impressionnantes. Ils se déplacent aisément dans leur environnement en s’appuyant sur leurs autres sens. La communauté est fortement soudée et imprégnée de spiritualité. 
Un exemple notable est celui de Cheikh Mohammed Mahmoud, un imam aveugle qui enseigne le Coran aux enfants et contribue à maintenir la cohésion spirituelle et sociale du village.

## Conditions socio-économiques
Les habitants de Dali Koumbé vivent principalement de l’agriculture et de services rendus aux villages voisins. Cependant, la cécité a des répercussions importantes sur la vie économique et sociale du village. Certains utilisent leur sens aigu de l’odorat pour localiser des sources d’eau, tandis que d'autres dépendent de la mendicité.

## Négligence gouvernementale
Malgré la singularité de leur situation, les habitants de Dali Koumbé ont reçu peu ou pas d'aide de la part du gouvernement mauritanien. Les infrastructures médicales nécessaires pour traiter ou prévenir la cécité congénitale sont absentes, et les villageois se sentent abandonnés.

## Causes de la cécité
Les causes exactes de la cécité dans le village restent floues. Les hypothèses incluent des facteurs génétiques, la consanguinité, et des conditions environnementales non identifiées. Cependant, aucune étude scientifique approfondie n’a été menée à ce jour.

## Appels à l’aide
Les habitants espèrent une intervention du gouvernement ou d’organisations internationales pour fournir des soins médicaux spécialisés et prévenir de nouveaux cas de cécité. Ils continuent d'attirer l'attention sur leur situation grâce aux reportages et documentaires.